# Роберт Кочарян
Роберт Седракович Кочарян (на арменски: Ռոբերտ Սեդրակի Քոչարյան) е арменски политик, който служи като втори президент на Армения от 1998 до 2008 г. Преди това служи като президент на Нагорно-Карабхската република от 1994 до 1997 г. На 7 декември 2018 г. е арестуван.
През по-голямата част от управлението му, между 2001 и 2007 г., икономиката на Армения расте средно с 12% годишно, главно поради строителния бум. По време на президентството му се случват две от най-кървавите събития в историята на независима Армения: стрелбата в арменския парламент през 1999 г. и убиването на десетина души по време на протестите в Армения през 2008 г. Той се счита за отговорен и за двете събитията от опозицията, особено от първия президент на Армения, Левон Тер-Петросян, и партията му.
До балотаж се стига както на изборите за президент през 1998 г., така и на изборите през 2003 г. Резултатите се оспорват от кандидатите на опозицията и се критикуват от международни организации. По време на управлението си, Кочарян и семейството му натрупват голямо богатство и създават бизнес, оценен на милиони долари.
На 26 юли 2018 г. Специалната следствена служба на Армения обвинява Кочарян с „отхвърляне на конституционния ред на Армения“ през последните седмици на управлението му. Службата поисква от Съда на Ереван да го задържат под стража. На 27 юли е арестуван, а на 13 август е освободен след съдебно решение, но остава с обвиненията, за които е арестуван. На 7 декември 2018 г. Кочарян е арестуван отново след съдебно решение. Апелативният съд на Армения отказва да го освободи от ареста на 7 февруари 2019 г.

## Биография
Роберт Кочарян е роден в Степанакерт, Нагорно-карабахска автономна област, Азербайджанска ССР, СССР. Завършва средното си образование там, а от 1972 до 1974 г. служи в Съветската армия. След като две години работи в различни предприятия в родния си град, през 1977 г. се записва в електротехническия факултет на Национания политехнически институт в Ереван. През 1982 г. завършва с отличие. След като за кратко работи в електрическо предприятие в Степанакерт, започва да заема различни позиции в Общинския комитет на комсомолската организация в града. През 1987 г. става ръководител на партийната организацията на копринената фабрика в Нагорни Карабах. На 19 февруари 1988 г. става водач на движението за Република Нагорни Карабах, което цели отцепване от Азербайджанската ССР и обединение с Армения. В периода 1989 – 1995 г. е избран два пъти за член на президиума на Върховния съвет на Армения.
Женен е за Бела Кочарян, от която има три деца: Седрак, Гаяне и Левон, всичките родени в Степанакерт. Кочарян владее руски и английски.

## Управление
След като предшественика му, Левон Тер-Петросян, е свален от длъжността на президент, Кочарян е избран за втори президент на независима Армения на 30 март 1998 г., след като побеждава основния си съперник Карен Демирчян в ранните президентски избори, помрачени от нередности и нарушения от двете страни, докладвани от международни организации. Появяват се оплаквания, че Кочарян не е бил арменски гражданин поне 10 години, както изисква конституцията, макар самата държава да е само на 7 години. Все пак, арменската конституция признава Арменската ССР за предшественик на Армения.
По време на управлението му, няколко водачи от опозицията в арменския парламент и министър-председателят са убити от въоръжени мъже в хода на стрелбата в арменския парламент през 1999 г. Тогава самият Кочарян преговаря с терористите за освобождаване на заложници.
През 2001 г. Кочарян присъства на джаз представление в Ереван и е поздравен от бившия си съученик Погос Погосян с думите „Здрасти Роб“. Небрежният поздрав е приет като обида и бодигардите на Кочарян отвеждат Погосян в тоалетната, където го убиват. Единият от бодигардите се осъден на година лишаване от свобода за убийството.

### Избори през 2003 г.
Арменските президентски избори през 2003 г. се провеждат на 19 февруари с балотаж на 5 март. През първия етап от гласуването Кочарян получава малко над 50% от гласовете. През втория етап Кочарян се изправя срещу Степан Демирчян, като официалните резултати показват победа за Кочарян с малко над 67% от гласовете.
И двата етапа, изборните наблюдатели на Организацията за сигурност и сътрудничество в Европа докладват значително количество случаи на изборни измами от поддръжниците на Демирчян и многобройни негови поддръжници са арестувани преди началото на балотажа. Демирчян описва изборите като нагласени и призовава поддръжниците си да се обединят срещу резултата. Десетки хиляди арменци протестират през следващите дни и призовават президента Кочарян да се оттегли от поста си. Обаче, Кочарян полага клетва в началото април и конституционният съд подкрепя изборите, като препоръчва провеждането на референдум година по-късно, който да потвърди резултата от изборите. На 14 април 2004 г. арменската поетеса Силва Капутикян пише отворено писмо „Кочарян трябва да си тръгне“, в което осъжда суровите методи на президента, използвани за потушаване на демонстрации от 12 – 13 април 2004 г. Тя също връща своя орден на Св. Месроп Мащоц, който ѝ е бил връчен от Кочарян преди няколко години.

### Избори през 2008 г.
На 19 февруари 2009 г. се провеждат следващите избори за президент в Армения. Кочарян, който не може да се кандидатира за трети пореден мандат, подкрепя кандидатурата на министър-председателя Серж Саркисян.
След изхода от изборите, протести, организирани от поддръжници на неуспешния кандидат Левон Тер-Петросян, избухват в Ереван, придружавани от масови безредици. На 1 март демонстрантите са разпръснати от полицията и военните. Десет души са убити в схватките между полицията и тълпите, а Кочарян обявява 20-дневно извънредно положение. Следват масови арести и чистка на видни членове на опозицията, както и практическа забрана за всякакви по-нататъшни противоправителствени протести.

### Външна политика
Като президент Кочарян продължава да преговаря за мирното разрешаване на статута на Нагорни Карабах с азербайджанските президенти Хейдар Алиев и Илхам Алиев. През октомври 1999 г. Кочарян става първият президент на Армения, посетил Азербайджан. Преговори между Кочарян и Илхам Алиев се провеждат през септември 2004 г. в Астана, Казахстан в кулоарите покрай срещата на високо равнище на Общността на независимите държави. През февруари 2006 г. Кочарян и Алиев се срещат в Рамбуйе, Франция, за да дискутират фундаменталните принципи на евентуално споразумение по конфликта, включително изтегляне на войски, стациониране на международни мироопазващи войски и бъдещия статут на Нагорни Карабах. Френският президент Жак Ширак се среща с двамата лидери поотделно и споделя надежда, че преговорите ще бъдат ползотворни. Въпреки първоначалния оптимизъм, преговорите от Рамбуйе не водят до никакво споразумение, като ключовите проблеми, включително статута на Нагорно Карабах и изтеглянето на арменските войски, остават нерешени. Следващата сесия на преговорите се провежда през март 2006 г. във Вашингтон, САЩ. Руският президент Владимир Путин оказва натиск и на двете страни, искайки да решат спора си. По-късно през 2006 г. се състоят още срещу между президентите на двете страни. Според някои оценки, тези преговори не постигат никакъв напредък.
През септември 2006 г., в поздравителното си обръщение по случай 15-годишнината на Нагорно-Карабахската република, Кочарян заявява: „Хората на Карабах направиха своя исторически избор, защитиха своите национални интереси във войната, която им беше наложена. Днес те строят свободна и независима държава.“. Той съобщава, че е задължение на Армения и арменците да работят за укрепването и развитието на Нагорни Карабах, както и за международното признаване на независимостта на републиката.

## Задържане
На 26 юли 2018 г. Специалната следствена служба на Армения обвинява Кочарян с „отхвърляне на конституционния ред на Армения“ през последните седмици на управлението му. Службата поисква от Съда на Ереван да го задържат под стража. На 27 юли е арестуван, а на 13 август е освободен след съдебно решение, но остава с обвиненията, за които е арестуван. На 7 декември 2018 г. Кочарян е арестуван отново след съдебно решение. Апелативният съд на Армения отказва да го освободи от ареста на 7 февруари 2019 г.

## Нагорно-Карабахската война и последиците от нея
По време на войната в Нагорни Карабах през 2020 г. Кочарян се срещна с колегите си бивши президенти на Армения Левон Тер-Петройсан и Серж Саркисян, както и с бившите президенти на Нагорни Карабах Аркади Гукасян и Бако Саакян, за да обсъдят ситуацията. През октомври 2020 г. Кочарян и Тер-Петросян искат от премиера Никол Пашинян да им даде разрешение да отидат в Москва като специални преговарящи. Пашинян приема искането им, за да се срещне с руски официални лица, но не като официални преговарящи. Посещението така и не се случва, тъй като Кочарян дава положителен тест за COVID-19.
След поражението на арменската страна във войната и подписването на споразумението за прекратяване на огъня през 2020 г. за Нагорни Карабах, Кочарян се присъединява към други бивши президенти и опозиционни политици, призовавайки за оставката на Никол Пашинян. Той заявява, че подкрепя Вазген Манукян, номиниран от коалиция от 17 опозиционни партии, известна като Движение за спасение на родината (която включва Републиканската партия), да ръководи временно правителство за национално единство. През януари 2021 г. Кочарян декларира намерението си да участва в следващите избори. През март 2021 г. Конституционният съд на Армения постановява, че наказателното дело срещу Кочарян трябва да бъде прекратено, тъй като членът от Наказателния кодекс, по който той е преследван, противоречи на два члена от конституцията на страната.
На 7 май 2021 г. Кочарян потвърждава намерението си да участва в предстоящи избори като част от политически съюз с Арменската революционна федерация и Преродената Армения. Съюзът е наречен Армения Алианс и ще бъде ръководен от Кочарян.